# Казацкие поселения в Николаевской области
Казацкие поселения в Николаевской области — деревни и села, которые заселялись украинскими казаками, во времена казачества.

## История
Заселение современной Николаевской области запорожскими казаками относится ко времени существования Новой Сечи (1734 ─ 1775 гг.). Именно в это время здесь уже располагались Бугогардовская и Прогноевская паланки. Центром был Гард.
В документах упоминаются зимовники в Соколах, Вербовом, Мигии, Корабельном, Харсютине, Громоклей. Одним из пограничных пунктов в низовьях Южного Буга была Кисляковка (совр. Лиманы). После ликвидации Запорожской Сечи В 1775 году большинство паланковых казаков не захотели покидать свои зимовщики и хутора, и в результате превратились в обычных крестьян. Именно из этих домов — зимовщиков начиналась история многих современных сел, поселков и городов Николаевской области. К числу этих сел относятся с. Гайдамака (совр. Арбузинка), села Семеновка, Воеводский, Корабельное, Константиновка (Арбузинского р-на), Кашперо-Николаевка, Привольное, Ингулка (Баштанского р-на), Щербани, Александровка (Вознесенского р-на), Лысая Гора (Первомайского р-на), укрепление Орлик (совр. Первомайск), зимовщик Я. Куцый (совр. Новый Буг) и другие. Некоторые села впоследствии стали военными поселениями, в которых располагались Украинская уланские полки. В период существования Бугского казачьего войска (1769 ─ 1817) возникли поселения Соколы (совр. Вознесенск), Раково, Михайловка, Федоровская (совр. Новая Одесса), Касперовка, Щербани, Димовка, Белоусовка, Дорошовка, Раково, Таборовка и другие. Казаки Черноморского казачьего войска (1788 ─ 1792 годов) проживали в Очакове и поселениях: Аджигол, Солониха, Коваливке, Голой, Чичиклее (Чечаклей), Кущовке, Тилигуле, Жировке, Сасичке, Анчекраке (Янчокрак), Цариголицах, Барабойни, Трубачивки . В этих поселках насчитывалось около 289 казацких дворов, в которых проживали 875 мужчин и 796 женщин. После переселения черноморских казаков на Кубань, большинство этих поселений были подарены, или переданы в собственность дворянам, а казаки, которые не сумели переселиться, стали крепостными.

## Казацкие поселения на территории Николаевской области

### Арбузинский район
1. Арбузинка
2. Воеводское
3. Константиновка
4. Семеновка
5. Благодатное
6. Корабельное

### Баштанский район
1. Баштанка
2. Кашперо-Николаевка
3. Максимовка
4. Катериновка
5. Привольное
6. Ингулка
7. Костычи
8. Марьевка
9. Михайловка
10. Балацкое
11. Константиновка
12. Пески

### Березанский район
1. Анатольевка
2. Тузлы

### Березнеговатский район
1. Березнеговатое
2. Висунск
3. Любомировка

### Братский район
1. Братское
2. Костоватое
3. Анновка
4. Мостовое
5. Каменно-Костоватое
6. Лесовое
7. Антонополь
8. Кривая Пустошь
9. Никольское
10. Новопетровка
11. Каменоватка
12 Христофоровка

### Витовский район
1. Богоявленское
(Витовка)
2. Калиновка
3. Кисляковка
(Лиманы)
4. Семенов Рог
(Лупарево)
5. Святотроицкое
6. Русское

### Вознесенский район
1. Вознесенск
2. Белоусовка
3. Дорошовка
4. Новогригорьевка
5. Раково
6. Таборовка
7. Александровка
8. Щербани
9. Трикраты
10. Вороновка
11. Солдатское

### Врадиевский район
1. Кумары
2. Сырово
3. Великая Веселая

### Доманёвский район
1. Гард, Богдановка
2. Прибужье

### Еланецкий район
1. Еланец
2. Воссиятское
3. Крутоярка

### Казанковский район
1. Владимировка
2. Беловка
3. Вербовое
4. Новоскелеватка

### Кривоозёрский район
1. Кривое Озеро
2. Секретарка
3. Курячие Лозы
5. Березки
6. Красненькое
7. Терноватое
8. Матиясово

### Николаевский район
1. Ковалевка
2. Андреевка
3. Великая
4. Петрово-Солониха

### Новобугский район
1. Новый Буг
2. Анновка
3. Баратовка
4. Антоновка
5. Ольгополь

### Новоодесский район
1. Новая Одесса
2. Новопетровка
3. Себино
4. Бугское
5. Новосафоновка
6. Гурьевка
7. Кашперовское
8. Матвеека (Красная)
9. Михайловка
10. Баловное
11. Кандыбино
12. Новопавловка

### Очаковский район
1. Анчекрак
2. Очаков
3. Камянка
4. о. Березань
5. Куцуруб
6. Покровка
7. Васильевка
8. Покровское
9. Ровное
10. Парутино
(Сто Могил)
11. Аджигол

### Первомайский район
1. Лысая Гора
2. Мигея
3. Курипчино
4. Крымка
5. Синюхин Брод
6. Грушевка
7. Романова
8. КаменнаяБалка
9. Витольдов Брод

### Снигирёвский район
1. Нововасильевка
2. Знаменка
3. Максимовка